# シラージュ・ウッダウラ
シラージュ・ウッダウラ（ベンガル語：সিরাজদ্দৌলা, Siraj ud-Daulah, 1728年8月6日以前 - 1757年7月4日）は、東インドのベンガル太守（在位：1756年 - 1757年）。一般的に知られているシラージュ・ウッダウラは「国家の光」を意味する称号で、本名はマフムード・アリー・ハーン（Mahmud Ali Khan）という。

## 生涯

### 即位以前
1728年8月6日以前、マフムード・アリー・ハーンことシラージュ・ウッダウラは生まれた。父のザイヌッディーン・アフマド・ハーンはパトナの長官であったが、母はベンガル太守アリーヴァルディー・ハーンの娘であった。
1740年、シラージュ・ウッダウラは海軍の小艦隊の提督となり、1748年にはビハールの太守に任命され、翌1749年にはフーグリーのファウジュダールと砲兵隊の将軍となった。
1752年11月7日、シラージュ・ウッダウラは祖父の太守アリーヴァルディー・ハーンから後継者に任命された。

### 太守位の継承と内紛

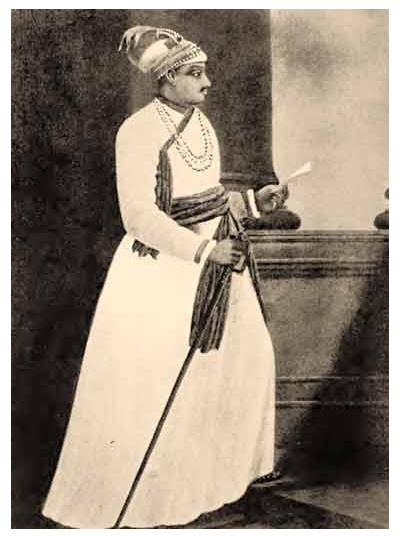
シラージュ・ウッダウラ

1756年4月、アリーヴァルディー・ハーンが死亡したことにより、孫のシラージュ・ウッダウラが太守位を継承した。だが、その継承をめぐり、彼には3人の敵対者がいた。
1人目は、アリーヴァルディー・ハーンの長女で、シラージュ・ウッダウラの伯母ガシーティー・ベーグムであり、そのベンガル太守の後継を不適任だとした。彼女はシラージュ・ウッダウラの敵対者になりそうな者に金をばら撒いていたため、ダッカの彼女の邸宅はその陰謀の中心となっていた。
2人目は、同じくアリーヴァルディー・ハーンの孫で、シラージュ・ウッダウラの従兄弟にあたるシャウカト・ジャングである。彼はシラージュ・ウッダウラがアリーヴァルディー・ハーンの三女の子であるのに対し、次女の子である自分のほうがベンガル太守の継承権があると主張した。
3人目は、ベンガル軍の総司令官ミール・ジャアファルである。彼はシラージュ・ウッダウラに一応味方していたが、アリーヴァルディー・ハーンの異母妹を妻にしていたことから、内心は自分がベンガル太守になろうと画策していた。。
即位後、シラージュ・ウッダウラは、ガシーティー・ベーグムに味方したダッカ市長フサイン・クリー・ハーンを殺害した。これに対抗する形で、ガシーティー・ベーグムは後任の市長にラージャ・ラージ・バラブを任命していた。そのため、シラージュ・ウッダウラはラージャ・ラージ・バラブが公金を横領したとし、家族全員の逮捕と財産没収のために兵を送ったが、息子のクリシュナ・ダースはカルカッタのイギリス人居留地に逃げ込まれてしまった。
当時、イギリス東インド会社とフランス東インド会社はそれぞれ対決に備え、カルカッタとシャンデルナゴルの要塞を強化していたが、シラージュ・ウッダウラはこれに不満であり、両者にただちに工事を中止するように要求した。また、イギリスにはイギリス東インド会社の職員が行ってきた勝手な私貿易がベンガル経済に大きな打撃を与えていると抗議し、会社社員の私的貿易分の関税支払を要求するとともに、カルカッタ逃げたクリシュナ・ダースの引き渡しも要求した。
フランスはシャンデルナゴルの要塞工事の中止要求に従う意向を示した。だが、イギリスはこれらの要求を拒否し、シラージュ・ウッダウラの使者を追い返したばかりか、その書簡を公然と破り捨てる行動をとった。イギリスは太守の命令を無視し、その主権に対して正面から反抗する姿勢を示した。

### ベンガル太守シラージュ・ウッダウラの反英闘争

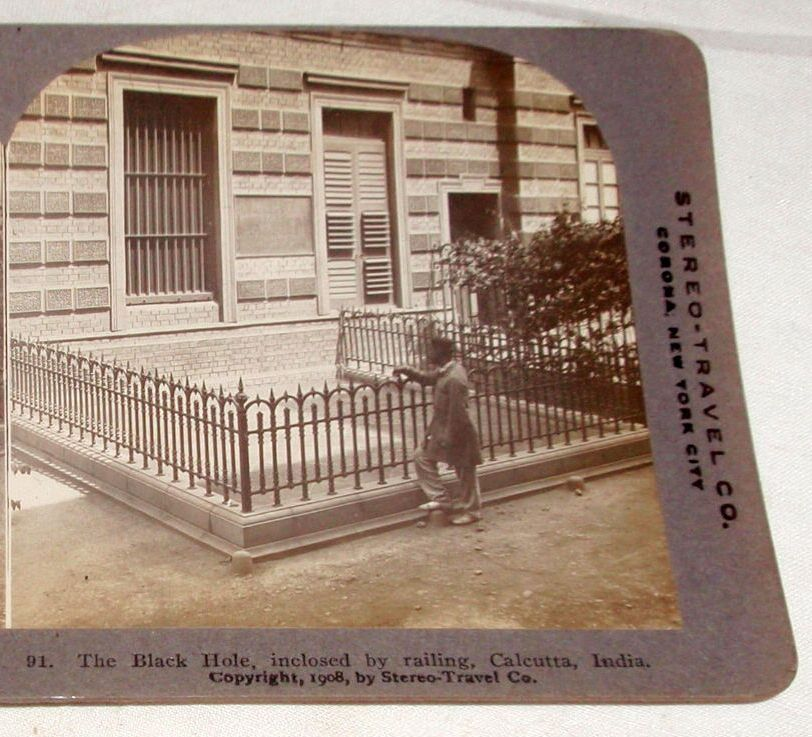
ウィリアム要塞のブラック・ホール牢獄

同年5月、シラージュ・ウッダウラは従兄弟シャウカト・ジャングの討伐のため進軍中だったが、その道中にこのイギリスの返答を聞き激怒し、イギリス人をベンガルから追い出すことを決定した。
シラージュ・ウッダウラは踵を返し、手始めに首都ムルシダーバードのイギリス工場を襲い、工場長などを捕虜にした。
同年6月14日、シラージュ・ウッダウラはフランスの支持を受けて、カルカッタを軍15,000、象軍500、50門の大砲で攻め、ウィリアム要塞を包囲した。イギリス軍守備隊の司令官ドレークは逃げ、6月19日に副司令官ホルウェルと要塞の兵は降伏したが、その夜にイギリス兵捕虜146名がウィリアム要塞内の「ブラック・ホール」と名づけられた小さな牢獄に収容され、結果123名が窒息死する事件が起こった。これは、シラージュ・ウッダウラの部下がウィリアム要塞やこの牢獄を知らなかったから起ったことであり、必ずしも計画して行われたものではないが、イギリス人は「ブラック・ホール事件」、「ブラック・ホールの悲劇」として語り継いだ。その後、シラージュ・ウッダウラはイギリスの工場を破壊してモスクを建てるように命じ、カルカッタをアリーナガルと改名した。
さらに、同年10月半ば、シラージュ・ウッダウラは勢いに乗じ、従兄弟シャウカト・ジャングの軍を戦闘で破り殺害した。シャウカト・ジャングを殺害したのはミール・ジャアファルであった。
シラージュ・ウッダウラは一連の勝利でその威信を高めたが、従来にも増してさらに傲慢になり、宮廷ではその打倒の陰謀が企てられた。彼らはシラージュ・ウッダウラからミール・ジャアファルへと太守を代えるため、イギリスと結んで計画を進めたが、その中にはシラージュ・ウッダウラに冷遇されたヒンドゥーの高官や人前で侮辱された貴族らがいた。イギリスは声をかけたのは、シラージュ・ウッダウラに味方していたカルカッタの長官マニク・チャンド、ベンガルの大商人アミー・チャンド、ベンガル一の金融業者ジャガト・セートなどであった。

### イギリスの反撃とミール・ジャアファルの裏切り

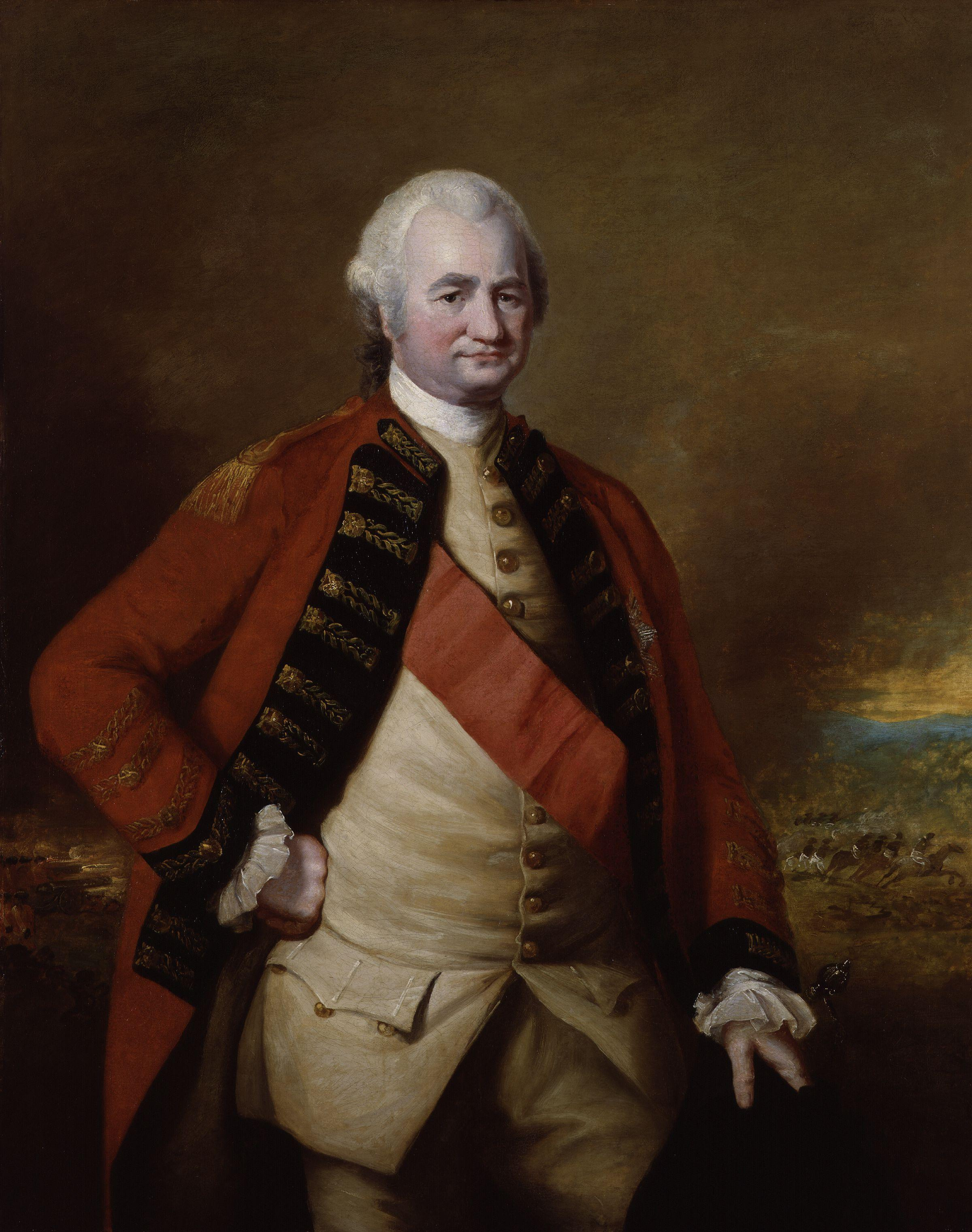
ロバート・クライヴ

同年12月半ば、イギリスの軍司令官ロバート・クライヴは歩兵150人、砲兵100人、インド人傭兵1,200人を率いてマドラスから到着し、カルカッタへと進軍した。1757年1月2日に彼はカルカッタを奪還し、シラージュ・ウッダウラに対して宣戦を布告した。その後、フーグリーにあるオランダ人居留地を攻撃し、これを攻略した。まもなく、シラージュ・ウッダウラもフーグリーへ到着し、イギリスに事業再開の許可を与える意向を示した。
同年2月、シラージュ・ウッダウラはイギリスとフーグリーで和平交渉を始めたが決着がつかず、クライヴは和平交渉継続の印象を残し宿舎に帰った。だが、クライヴはベンガル軍に対し夜襲をかけ、不意を突かれたシラージュ・ウッダウラの軍勢は大混乱ののち四散した。このとき、イギリスと内通していたミール・ジャアファルら側近がシラージュ・ウッダウラに対して講和を強く勧め、彼は休戦協定（アリーナガル条約）に調印した。
同年3月、イギリスはフランスのベンガルにおける拠点シャンデルナゴルに対し猛攻を加え、耐え切れなくなったフランス軍は降伏し、フランスはベンガルにおける重要な拠点を失った。だが、シラージュ・ウッダウラはフランス敗北の報を聞くとイギリスに祝意を述べたが、彼のもとに逃亡したフランス人は保護し、イギリスの引き渡し要求に応じなかった。
しかし、シラージュ・ウッダウはこのころ、自分に対する陰謀が張り巡らされていることに少しずつ気が付き始めていた。だが、陰謀を張り巡らせているものには断固とした態度をとらなかったため、その勢いはさらに増していった。イギリスは太守の味方であるミール・ジャアファルと密かに内通し続けて味方につけ、6月4日にシラージュ・ウッダウラへの非協力を条件にベンガル太守の位を約束する条約を秘密裏に結んでいた。
シラージュ・ウッダウラは不安になり、ミール・ジャアファルを呼んだが応じなかったため、みずからその邸宅へ懸念を伝えるために向かった。ミール・ジャアファルはにいかなる敵対行為にも加担しないと約束したため、彼とともにイギリスを迎撃するためにカルカッタ付近のプラッシーへと向かった。

### プラッシーの戦いと死

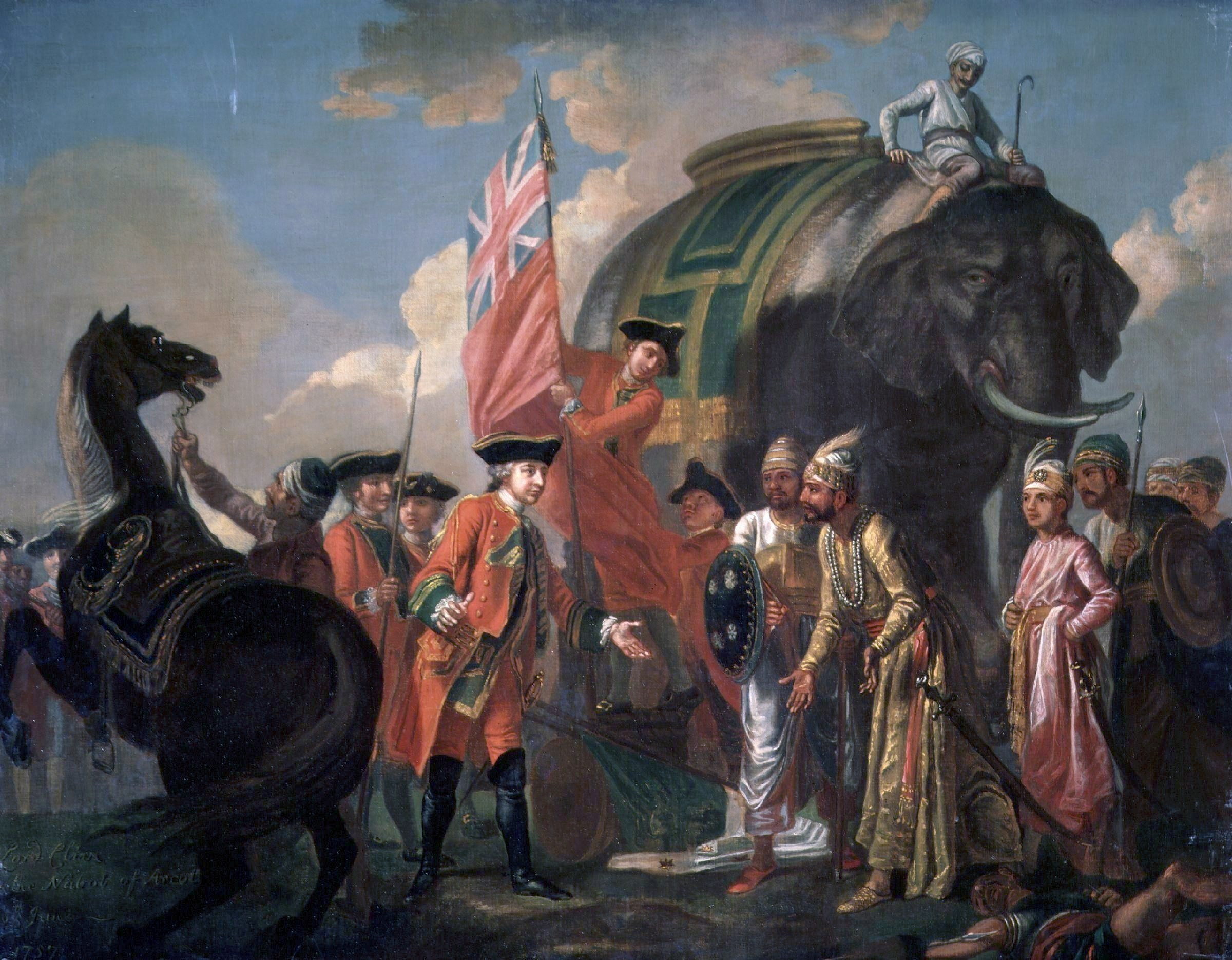
プラッシーの戦いののち、クライヴと面会するミール・ジャアファル

同年6月23日朝、先手を打ったクライヴはプラッシー村に野営していたベンガル軍に攻撃を加え、ベンガル軍もすぐにこれに応戦し戦闘が始まった（プラッシーの戦い）。
ベンガル軍62,000はシラージュ・ウッダウラの武将モーハン・ラールとミール・マダン率いる歩兵5000人と騎兵7000、太守の叔父ミール・ジャアファル率いる歩兵35,000人と騎兵15,000人から構成され、あとはフランスの援助である少数の砲兵隊であった。一方、イギリス軍の構成は、ヨーロッパ人兵800名とインド人傭兵2300人と、太守軍に対し極めて少数だった。
このように、ベンガル軍のほうがイギリス軍より圧倒的有利であったが、歩兵35,000人と騎兵15,000人を率いベンガル軍に味方していたミール・ジャアファルはイギリスとの秘密協定により自分の軍を動かさず、ベンガル軍の主力50,000は傍観するだけで戦闘に参加しなかった。
つまり、ベンガル軍の4分の3近くは戦闘に参加していなかったことになるが、シラージュ・ウッダウラは戦いに参加しないのはミール・ジャアファルの作戦だと思い込み、全く疑おうとしなかった。
昼からモンスーンの影響で大雨が降りはじめ、戦いは小休止となり、イギリス軍は素早く装備を雨から保護した。だが、ベンガル軍は訓練不足で雨から装備を保護できず、銃や火薬が水浸しになり火器がまともに使えなかった。このため、午後2時に雨が止んだ後、イギリス軍の一方的な功撃にあい、ベンガル軍の司令官たちは相矛盾する命令を送り、兵の士気も低下し混乱し始めた。
まもなく、武将ミール・マダンが砲撃で戦死すると、シラージュ・ウッダウラは気落ちして、ミール・ジャアファルに助言を求めた。ミール・ジャアファルは手にコーランをのせてシラージュ・ウッダウラに忠誠を誓い、「明日自分がイギリス軍への総攻撃をかけるので、今日はもう日も暮れているから戦闘をやめましょう。」と言った。
だが、モーハン・ラールは「今の状況で戦闘を停止すれば味方の軍は今日の戦闘に敗れたと誤解し、夜半に乗じて四散してしまいます。」と反対した。にもかかわらず、シラージュ・ウッダウラはミール・ジャアファルを完全に信頼しきっており、全軍に戦闘停止を命じた。
しばらくすると、モーハン・ラールの心配した通り、ベンガル軍に動揺が広がり、逃げ出す兵が続出し壊走に近い状態となり、シラージュ・ウッダウラもあせりはじめ，首都ムルシダーバードへ逃げ出した。一方、戦闘停止を提案したミール・ジャアファルは公然とイギリス軍に合流し、クライヴに勝利の祝意を伝えた。
そして、7月4日、ベンガル太守シラージュ・ウッダウラは逃げきれずにミール・ジャアファルの息子ミール・ミーラーンに捕えられ、その命令により殺害された。彼の遺体は首都ムルシダーバードへと運ばれ、祖父アリーヴァルディー・ハーンの眠るクシュバーグに埋葬された。

## 人物・評価

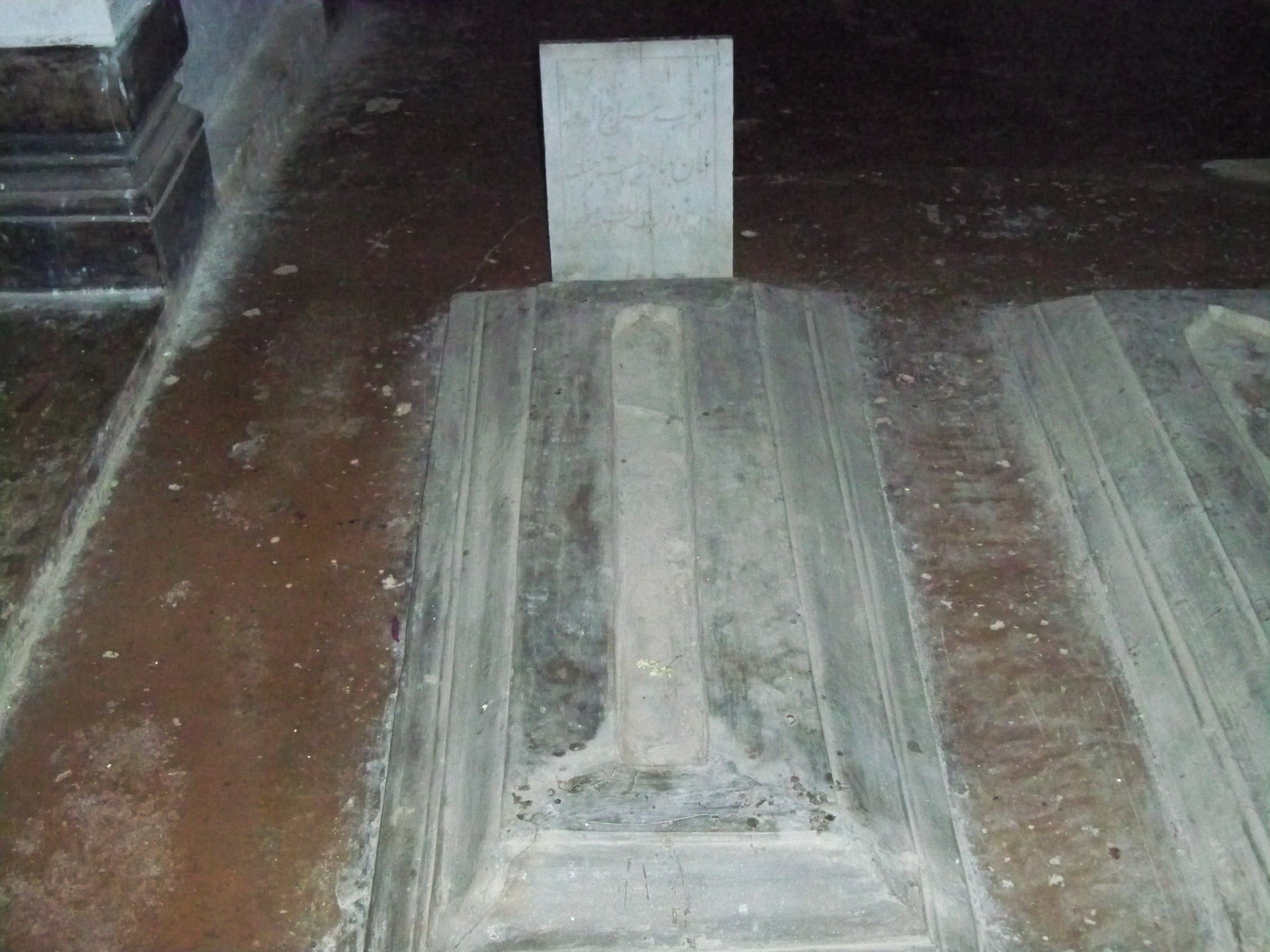
クシュバーグにあるシラージュ・ウッダウラの墓

堀口松城はその人物像に関して、軍総司令官ミール・ジャアファルに全幅の信頼を置いていたことを見て、「救いがたいほどお人よしだった」と評している。
1930年代にベンガルおよびインドの反英闘争においてその気運が高まると、シラージュ・ウッダウラはイギリス支配に抵抗した「英雄」として扱われた。その時代の民族主義的な歴史家や詩人は、彼がイギリスによるインドに向けられた野望に立ち向かったものの、信頼していた取り巻きたちの利己的な裏切りにあった悲劇的人物として描いた。
だが、堀口松城はこれに否定的で、「シラージュ・ウッダウラが仮にベンガルないしインドの団結を固め、プラッシーの戦いで勝利を収めていれば、果たしてイギリスによる植民地化は避けられたのか、あるいはその圧倒的な軍事力と政治力の前にいずれにせよ植民地化は避けられなかったのか、仮に避けられなかったとしても大幅に遅らせることはできたのか疑問が生じる」と述べている。